# Meitner (Venuskrater)
Meitner ist ein Einschlagkrater auf dem Planeten Venus. Mit seinem Durchmesser von 149 km ist er der drittgrößte Krater auf der Venus. Der in einer flachen vulkanischen Ebene liegende Doppelkrater ist umgeben von auf dem Radarbild hell erscheinenden Rutschungen von Auswurfmaterial. Die in nordöstlicher Richtung durch die Ebene verlaufenden Höhenrücken sind anscheinend älter als der Krater.
Die Benennung nach der Kernphysikerin Lise Meitner wurde von der IAU 1979 bestätigt.